# Jože Vogrinc
Jože Vogrinc, slovenski sociolog, * 29. november 1953, Celje.

## Življenjepis
Jože Vogrinc je na Filozofski fakulteti v Ljubljani leta 1981 diplomiral iz sociologije. Po diplomi je bil učitelj filozofije na gimnaziji v Kranju, od 1987 je zaposlen na Oddelku za sociologijo Filozofski fakulteti, kjer je 1990 magistriral, 1993 pa doktoriral iz sociologije z disertacijo o televizijskem komunikacijskem razmerju kot izhodišču za sociološko konceptualizacijo gledanja televizije. Od 1994 je docent za sociologijo kulture. Je predavatelj sociologije kulture na Filozofski fakulteti v Ljubljani, ustanovni član Inštituta za civilizacijo in kulturo Arhivirano 2006-05-16 na Wayback Machine. in predavatelj na Institutum Studiorum Humanitatis - Fakulteta za podiplomski humanistični študij Arhivirano 2006-12-08 na Wayback Machine. v Ljubljani, kjer vodi smer medijski študiji. Deluje tudi na Inštitutu za civilizacije in kulture (ICK) v Ljubljani.
Med študijem je bil urednik študentskega časopisa Tribuna, dokler časopisa nista ukinila UK ZKS in UK ZSMS leta 1975 ter samostojni svetovalec za gledališče, film in knjigo pri Ljubljanski kulturni skupnosti. Bil je tudi odgovorni urednik Radia Študent. Za Radio Študent je pripravljal oddaje vseh redakcij, vključno z glasbenimi oddajami »Tolpa bumov«, »Razširjamo obzorja« in avtorsko oddajo »Rockovnjači«). Pisal je tudi za filmsko revijo Ekran in za Mladino, kjer se je tudi kot član izdajateljskega sveta bil proti cenzuriranju medijev. Med drugim je uredil številko revije Problemi, v kateri so bila objavljena pisma proti centralistični šolski reformi, ki jih je časnik Delo zavrnil (vprašanje »Skupnih jeder«).
Od konca 70-tih let do sredine 90-tih let se je Jože Vogrinc vključeval v širše politično življenje. Bil je pobudnik samostojnega glasila in dejavne avtonomne organizacije študentov na Oddelku za filozofijo Filozofske fakultete v letih 1976 do 1978. Član Zveze komunistov Slovenije (ZKS) je bil od 1978, v  času demokratičnega vrenja pa se je udejstvoval v demokratičnem krilu te organizacije. Bil je med ustanovnimi podpisniki Odbora za varstvo človekovih pravic leta 1988, kratkotrajno pa v skupini »Komunistov za demokracijo«, ki je kolektivno izstopila iz ZKS. Aktivno je sodeloval na portoroškem kongresu ZSMS, ter na prvih večstrankarskih volitvah, kot kandidat Novih družbenih gibanj. Kasneje v političnem življenju ni nastopal.